# Az RB Leipzig 2014–2015-ös szezonja
Az Az RB Leipzig 2014–2015-ös szezonja Ez volt a csapat 6. szezonja a versenyszerű labdarúgásban, 1. szezonja a Bundesliga 2-ben és a 6. szezonja fennállása óta.

## Mezek
| \| \| \| \| \| \| \| \| \| \| \| \| |              |              |
| Hazai mez                           |              |              |
| Team colours                        | Team colours | Team colours |
| Team colours                        |              |              |
| Team colours                        |              |              |

| Team colours | Team colours | Team colours |
| Team colours |              |              |
| Team colours |              |              |

| \| \| \| \| \| \| \| \| \| \| \| \| |              |              |
| Hazai alternatív mez                |              |              |
| Team colours                        | Team colours | Team colours |
| Team colours                        |              |              |
| Team colours                        |              |              |

| Team colours | Team colours | Team colours |
| Team colours |              |              |
| Team colours |              |              |

| \| \| \| \| \| \| \| \| \| \| \| \| |              |              |
| Hazai alternatív mez 2              |              |              |
| Team colours                        | Team colours | Team colours |
| Team colours                        |              |              |
| Team colours                        |              |              |

| Team colours | Team colours | Team colours |
| Team colours |              |              |
| Team colours |              |              |

| \| \| \| \| \| \| \| \| \| \| \| \| |              |              |
| Vendég mez                          |              |              |
| Team colours                        | Team colours | Team colours |
| Team colours                        |              |              |
| Team colours                        |              |              |

| Team colours | Team colours | Team colours |
| Team colours |              |              |
| Team colours |              |              |

| \| \| \| \| \| \| \| \| \| \| \| \| |              |              |
| 3. számú mez                        |              |              |
| Team colours                        | Team colours | Team colours |
| Team colours                        |              |              |
| Team colours                        |              |              |

| Team colours | Team colours | Team colours |
| Team colours |              |              |
| Team colours |              |              |

## Játékosok

### Keret
| #  |     | Poszt | Név                |
| -- | --- | ----- | ------------------ |
| 1  | SUI | K     | Fabio Coltorti     |
| 2  | GER | V     | Patrick Strauß     |
| 3  | GER | V     | Anthony Jung       |
| 4  | GER | V     | Tobias Willers     |
| 5  | GER | KP    | Henrik Ernst       |
| 6  | GER | KP    | Rani Khedira       |
| 7  | GER | CS    | Matthias Morys     |
| 8  | GER | V     | Tim Sebastian      |
| 9  | DEN | CS    | Yussuf Poulsen     |
| 10 | CRO | KP    | Ante Rebić         |
| 11 | GER | CS    | Daniel Frahn (csk) |
| 12 | SWE | KP    | Emil Forsberg      |
| 13 | ISR | CS    | Ómer Dámárí        |
| 14 | GER | CS    | Smail Prevljak     |
| 16 | GER | V     | Lukas Klostermann  |
| 17 | GER | KP    | Joshua Kimmich     |
| 18 | USA | CS    | Terrence Boyd      |

| #  |     | Poszt | Név                        |
| -- | --- | ----- | -------------------------- |
| 19 | HUN | KP    | Kalmár Zsolt               |
| 20 | BRA | V     | Rodnei                     |
| 20 | GER | CS    | Denis Thomalla             |
| 21 | FIN | V     | Mikko Sumusalo             |
| 22 | GER | K     | Benjamin Bellot            |
| 23 | AUT | V     | Niklas Hoheneder           |
| 24 | GER | KP    | Dominik Kaiser             |
| 25 | AUT | KP    | Stefan Hierländer          |
| 27 | GER | K     | Thomas Dähne               |
| 28 | GER | V     | Fabian Franke              |
| 29 | GER | KP    | Sebastian Heidinger        |
| 31 | GER | KP    | Diego Demme                |
| 32 | GER | CS    | Federico Palacios Martínez |
| 33 | GER | V     | Marvin Compper             |
| 34 | GER | KP    | Clemens Fandrich           |
| 34 | PER | CS    | Yordy Reyna                |
| 39 | AUT | KP    | Georg Teigl                |

## Átigazolások

### Érkezők
| #  |     | Poszt | Név                                           |
| -- | --- | ----- | --------------------------------------------- |
| 2  | GER | KP    | Patrick Strauß ( az RB Leipzig U19től)        |
| 6  | GER | KP    | Rani Khedira ( a VfB Stuttgarttól)            |
| 10 | CRO | CS    | Ante Rebić ( kölcsönben az ACF Fiorentinától) |
| 12 | SWE | KP    | Emil Forsberg ( a Malmö FFtől)                |
| 13 | ISR | CS    | Ómer Dámárí ( az Austria Wientől)             |
| 14 | GER | CS    | Smail Prevljak ( az RB Leipzig U19től)        |
| 16 | GER | V     | Lukas Klostermann ( a VfL Bochumtól)          |
| 18 | USA | CS    | Terrence Boyd ( az SK Rapid Wientől)          |
| 19 | HUN | KP    | Kalmár Zsolt ( a Győri ETO FC-től)            |

| #  |     | Poszt | Név                                              |
| -- | --- | ----- | ------------------------------------------------ |
| 20 | BRA | V     | Rodnei ( a Red Bull Salzburgtól)                 |
| 25 | AUT | KP    | Stefan Hierländer ( a Red Bull Salzburgtól)      |
| 27 | GER | K     | Thomas Dähne ( a Red Bull Salzburgtól)           |
| 33 | GER | V     | Marvin Compper ( az ACF Fiorentinától)           |
| 40 | GER | K     | Fabian Bredlow ( az RB Leipzig U19től)           |
| -  | AUT | CS    | Marcel Sabitzer ( az SK Rapid Wientől)           |
| -  | BEL | CS    | Massimo Bruno ( az RSC Anderlechttől)            |
| -  | PER | CS    | Yordy Reyna ( kölcsönben a Red Bull Salzburgtól) |

### Távozok
| #  |     | Poszt | Név                                     |
| -- | --- | ----- | --------------------------------------- |
| 18 | GER | CS    | Timo Röttger ( az FC Viktoria Kölnbe)   |
| 26 | GER | K     | Erik Domaschke ( az RB Leipzig IIbe)    |
| 10 | BRA | KP    | Thiago Rockenbach ( az Hertha BSC IIbe) |

| #  |     | Poszt | Név                                           |
| -- | --- | ----- | --------------------------------------------- |
| 30 | GER | KP    | Christian Müller ( szabadúszó)                |
| 4  | GER | KP    | Tobias Willers ( a VfL Osnabrückba)           |
| 25 | GRE | KP    | Hrísztosz Papadimitriou ( az Inter Leipzigbe) |

### Kölcsönben
| #  |     | Poszt | Név                                        |
| -- | --- | ----- | ------------------------------------------ |
| 33 | GER | KP    | André Luge ( az SV 07 Elversbergnél)       |
| 40 | GER | K     | Fabian Bredlow ( a Red Bull Salzburgnál)   |
| 24 | AUT | CS    | Marcel Sabitzer ( az Red Bull Salzburgnál) |
| 77 | BEL | CS    | Massimo Bruno (az Red Bull Salzburgnál)    |
| 20 | GER | CS    | Denis Thomalla (az SV Riednál)             |

| #  |     | Poszt | Név                                                |
| -- | --- | ----- | -------------------------------------------------- |
| 14 | GER | CS    | Smail Prevljak ( az FC Lieferingnél)               |
| -  | GER | CS    | Matthias Morys ( a Sonnenhof Großaspachnál)        |
| 34 | GER | KP    | Clemens Fandrich ( az Erzgebirge Auenál)           |
| 18 | GER | CS    | Federico Palacios Martínez ( a Rot-Weiß Erfurtnál) |
| -  | FIN | V     | Mikko Sumusalo ( a Hansa Rostocknál)               |

## Mérkőzések

### Barátságos találkozók
| 2014. június 22. 07:00 |

| VfB Zwenkau 02 | 0 – 7               | RB Leipzig                                                              |
| -------------- | ------------------- | ----------------------------------------------------------------------- |
|                | (0 - 3) Jegyzőkönyv | Teigl 15' Hoheneder 33' Frahn 39' Prevljak 70' Poulsen 77' Luge 79' 83' |

| Stadion am Eichholz, Zwenkau Nézőszám: 2 517 |

| 2014. június 25. 18:30 |

| MSV Neuruppin | 0 - 11              | RB Leipzig                                                                                |
| ------------- | ------------------- | ----------------------------------------------------------------------------------------- |
|               | (0 - 0) Jegyzőkönyv | Hierländer 3' Prevljak 29' 39' Frahn 46' 50' 68' 77' 89' Strauß 48' Poulsen 69' Morys 79' |

| Volksparkstadion, Neuruppin Nézőszám: 400 |

| 2014. június 29. 15:00 |

| TSV Havelse | 0 - 4               | RB Leipzig                                                  |
| ----------- | ------------------- | ----------------------------------------------------------- |
|             | (0 - 0) Jegyzőkönyv | Palacios 56' Prevljak 61' Morys 81' Thomalla 90' (11-esből) |

| Grimmaer Stadion, Grimma Nézőszám: 400 |

| 2014. július 2. 18:30 |

| SSV Markranstädt | 0 - 2               | RB Leipzig              |
| ---------------- | ------------------- | ----------------------- |
|                  | (0 - 0) Jegyzőkönyv | Sebastian 54' Morys 67' |

| Stadion am Bad, Markranstädt Nézőszám: 2 473 |

| 2014. július 8. 18:00 |

| SV Kapfenberg | 1 - 5               | RB Leipzig                                                    |
| ------------- | ------------------- | ------------------------------------------------------------- |
| Vollmann 77'  | (0 - 2) Jegyzőkönyv | Kaiser 24' Poulsen 30' Thomalla 51' Palacios 80' Prevljak 88' |

| ATV Irdning, Irdning |

| 2014. július 12. 17:00 |

| RB Leipzig           | 2 - 3               | Sonnenhof Großaspach          |
| -------------------- | ------------------- | ----------------------------- |
| Poulsen 40' Boyd 56' | (1 - 1) Jegyzőkönyv | Rühle 4' Sohm 64' Fischer 73' |

| Edzőközpont, Salzburg |

| 2014. július 18. 18:00 |

| RB Leipzig                                       | 4 - 2               | Paris St. Germain        |
| ------------------------------------------------ | ------------------- | ------------------------ |
| Boyd 25' Poulsen 51' Thomalla 64' Hierländer 76' | (1 - 2) Jegyzőkönyv | Ongenda 10' Bahebeck 27' |

| Red Bull Arena, Lipcse Nézőszám: 35 796 Játékvezető: Felix-Benjamin Schwermer |

| 2014. július 23. 20:00 |

| RB Leipzig              | 2 - 3               | Getafe                     |
| ----------------------- | ------------------- | -------------------------- |
| Prevljak 48' Strauß 61' | (0 - 2) Jegyzőkönyv | Vázquez 25' 29' Astray 70' |

| Red Bull Arena, Lipcse Nézőszám: 5 873 Játékvezető: Felix Zwayer |

| 2014. július 26. 14:30 |

| RB Leipzig      | 2 - 0               | Queens Park Rangers |
| --------------- | ------------------- | ------------------- |
| Poulsen 62' 72' | (0 - 0) Jegyzőkönyv |                     |

| Stadion der Freundschaft, Gera Nézőszám: 2 948 Játékvezető: Markus Schmidt |

| 2014. szeptember 6. 13:00 |

| RB Leipzig     | 1 - 0               | Pogoń Szczecin |
| -------------- | ------------------- | -------------- |
| Nattermann 72' | (0 - 0) Jegyzőkönyv |                |

| Grimmaer Stadion, Grimma Nézőszám: 502 Játékvezető: Daniel Siebert |

| 2015. január 10. 16:00 |

| RB Leipzig | 1 - 0               | FSV Barleben |
| ---------- | ------------------- | ------------ |
| Morys 78'  | (0 - 0) Jegyzőkönyv |              |

| Edzőköpont, Lipcse Nézőszám: 600 Játékvezető: Harm Osmers |

| 2015. január 14. 16:00 |

| RB Leipzig             | 2 - 0               | Goslarer SC 08 |
| ---------------------- | ------------------- | -------------- |
| Frahn 42' Palacios 71' | (1 - 0) Jegyzőkönyv |                |

| Edzőköpont, Lipcse Nézőszám: 580 Játékvezető: Lasse Koslowski |

| 2015. január 17. 14:00 |

| RB Leipzig            | 2 - 0               | Berliner AK 07 |
| --------------------- | ------------------- | -------------- |
| Siebeck 68' Demme 80' | (0 - 0) Jegyzőkönyv |                |

| Edzőköpont, Lipcse Nézőszám: 950 Játékvezető: Alexander Sather |

| 2015. január 23. 14:00 |

| Qatar SC     | 1 - 2               | RB Leipzig              |
| ------------ | ------------------- | ----------------------- |
| Harbaoui 44' | (1 - 1) Jegyzőkönyv | Forsberg 45' Kalmár 65' |

| Suheim Bin Hamad Stadium, Doha Nézőszám: 42 |

| 2015. január 27. 18:30 |

| Red Bull Salzburg                              | 3 - 3               | RB Leipzig                         |
| ---------------------------------------------- | ------------------- | ---------------------------------- |
| Soriano 5' (11-esből) Minamino 48' Berisha 58' | (1 - 1) Jegyzőkönyv | Forsberg 40' Poulsen 60' Frahn 87' |

| Suheim Bin Hamad Stadium, Doha |

| 2015. január 31. 17:30 |

| RB Leipzig | 1 - 1               | VfR Aalen  |
| ---------- | ------------------- | ---------- |
| Reyna 79'  | (0 - 1) Jegyzőkönyv | Ludwig 38' |

| Red Bull Arena, Lipcse Nézőszám: 5 132 Játékvezető: Felix-Benjamin Schwermer |

| 2015. március 27. 18:30 |

| RB Leipzig            | 2 - 2               | Udinese Calcio         |
| --------------------- | ------------------- | ---------------------- |
| Kaiser 38' Strauß 65' | (1 - 1) Jegyzőkönyv | Théréau 7' Aguirre 63' |

| Red Bull Arena, Lipcse Nézőszám: 7 196 Játékvezető: René Rohde |

### Bajnokság
| 2014. augusztus 2. 13:00 (CEST) | RB Leipzig            | 0 – 0 | VfR Aalen | Red Bull Arena, Lipcse Nézőszám: 21 354 Játékvezető: Christian Dingert |
| 2014. augusztus 2. 13:00 (CEST) | (0 – 0) (Jegyzőkönyv) |       |           | Red Bull Arena, Lipcse Nézőszám: 21 354 Játékvezető: Christian Dingert |

| 2014. augusztus 10. 15:30 (CEST) | TSV 1860 München | 0 – 3                 | RB Leipzig                            | Allianz Arena, München Nézőszám: 32 000 Játékvezető: Guido Winkmann |
| 2014. augusztus 10. 15:30 (CEST) |                  | (0 – 1) (Jegyzőkönyv) | Y. Poulsen 39' Morys 68' Thomalla 82' | Allianz Arena, München Nézőszám: 32 000 Játékvezető: Guido Winkmann |

| 2014. augusztus 22. 18:30 (CEST) | RB Leipzig | 1 – 0                 | Erzgebirge Aue | Red Bull Arena, Lipcse Nézőszám: 34 273 Játékvezető: Dr. Felix Brych |
| 2014. augusztus 22. 18:30 (CEST) | Frahn 3'   | (1 – 0) (Jegyzőkönyv) |                | Red Bull Arena, Lipcse Nézőszám: 34 273 Játékvezető: Dr. Felix Brych |

| 2014. augusztus 29. 18:30 (CEST) | FSV Frankfurt         | 0 – 0 | RB Leipzig | Frankfurter Volksbank-Stadion, Frankfurt Nézőszám: 6 043 Játékvezető: Sven Jablonski |
| 2014. augusztus 29. 18:30 (CEST) | (0 – 0) (Jegyzőkönyv) |       |            | Frankfurter Volksbank-Stadion, Frankfurt Nézőszám: 6 043 Játékvezető: Sven Jablonski |

| 2014. szeptember 13. 13:00 (CEST) | RB Leipzig                   | 3 – 1                 | Eintracht Braunschweig | Red Bull Arena, Lipcse Nézőszám: 24 949 Játékvezető: Felix Zwayer |
| 2014. szeptember 13. 13:00 (CEST) | Y. Poulsen 19' 84' Frahn 20' | (2 – 0) (Jegyzőkönyv) | Nielsen 48'            | Red Bull Arena, Lipcse Nézőszám: 24 949 Játékvezető: Felix Zwayer |

| 2014. szeptember 21. 13:30 (CEST) | Union Berlin   | 2 – 1                 | RB Leipzig     | Stadion An der Alten Försterei, Berlin Nézőszám: 21 366 Játékvezető: Tobias Stieler |
| 2014. szeptember 21. 13:30 (CEST) | Polter 70' 83' | (0 – 0) (Jegyzőkönyv) | Y. Poulsen 77' | Stadion An der Alten Försterei, Berlin Nézőszám: 21 366 Játékvezető: Tobias Stieler |

| 2014. szeptember 24. 17:30 (CEST) | RB Leipzig                    | 3 – 1                 | Karlsruher SC | Red Bull Arena, Lipcse Nézőszám: 18 235 Játékvezető: Markus Schmidt |
| 2014. szeptember 24. 17:30 (CEST) | Kaiser 37' Y. Poulsen 48' 58' | (1 – 1) (Jegyzőkönyv) | Micanski 33'  | Red Bull Arena, Lipcse Nézőszám: 18 235 Játékvezető: Markus Schmidt |

| 2014. szeptember 28. 13:30 (CEST) | Fortuna Düsseldorf          | 2 – 2                 | RB Leipzig    | Esprit-Arena, Düsseldorf Nézőszám: 30 477 Játékvezető: Benjamin Cortus |
| 2014. szeptember 28. 13:30 (CEST) | Pohjanpalo 60' Benschop 86' | (0 – 1) (Jegyzőkönyv) | Teigl 18' 61' | Esprit-Arena, Düsseldorf Nézőszám: 30 477 Játékvezető: Benjamin Cortus |

| 2014. október 6. 20:15 (CEST) | RB Leipzig | 1 – 1                 | FC Heidenheim | Red Bull Arena, Lipcse Nézőszám: 18 820 Játékvezető: Robert Hartmann |
| 2014. október 6. 20:15 (CEST) | Kaiser 31' | (1 – 1) (Jegyzőkönyv) | Heise 21'     | Red Bull Arena, Lipcse Nézőszám: 18 820 Játékvezető: Robert Hartmann |

| 2014. október 17. 20:30 (CEST) | FC Nürnberg | 1 – 0                 | RB Leipzig | Grundig Stadion, Nürnberg Nézőszám: 28 571 Játékvezető: Dr. Jochen Drees |
| 2014. október 17. 20:30 (CEST) | Schöpf 74'  | (0 – 0) (Jegyzőkönyv) |            | Grundig Stadion, Nürnberg Nézőszám: 28 571 Játékvezető: Dr. Jochen Drees |

| 2014. október 24. 18:30 (CEST) | RB Leipzig            | 2 – 0                 | VfL Bochum | Red Bull Arena, Lipcse Nézőszám: 30 194 Játékvezető: Benjamin Brand |
| 2014. október 24. 18:30 (CEST) | Holthaus 7' Frahn 33' | (2 – 0) (Jegyzőkönyv) |            | Red Bull Arena, Lipcse Nézőszám: 30 194 Játékvezető: Benjamin Brand |

| 2014. november 3. 20:15 (CEST) | RB Leipzig            | 0 – 0 | FC Kaiserslautern | Red Bull Arena, Lipcse Nézőszám: 25 637 Játékvezető: Günter Perl |
| 2014. november 3. 20:15 (CEST) | (0 – 0) (Jegyzőkönyv) |       |                   | Red Bull Arena, Lipcse Nézőszám: 25 637 Játékvezető: Günter Perl |

| 2014. november 8. 13:00 (CEST) | SV Darmstadt   | 1 – 0                 | RB Leipzig | Merck-Stadion am Böllenfalltor, Darmstadt Nézőszám: 14 400 Játékvezető: Christian Dingert |
| 2014. november 8. 13:00 (CEST) | Stroh-Engel 5' | (1 – 0) (Jegyzőkönyv) |            | Merck-Stadion am Böllenfalltor, Darmstadt Nézőszám: 14 400 Játékvezető: Christian Dingert |

| 2014. november 23. 13:30 (CEST) | RB Leipzig                              | 4 – 1                 | FC St. Pauli | Red Bull Arena, Lipcse Nézőszám: 38 660 Játékvezető: Manuel Gräfe |
| 2014. november 23. 13:30 (CEST) | Y. Poulsen 17' Boyd 30' 53' Verhoek 73' | (2 – 0) (Jegyzőkönyv) | Alushi 46'   | Red Bull Arena, Lipcse Nézőszám: 38 660 Játékvezető: Manuel Gräfe |

| 2014. november 30. 13:30 (CEST) | SV Sandhausen         | 0 – 0 | RB Leipzig | Hardtwaldstadion, Sandhausen Nézőszám: 4 518 Játékvezető: René Rohde |
| 2014. november 30. 13:30 (CEST) | (0 – 0) (Jegyzőkönyv) |       |            | Hardtwaldstadion, Sandhausen Nézőszám: 4 518 Játékvezető: René Rohde |

| 2014. december 7. 13:30 (CEST) | RB Leipzig | 0 – 1                 | FC Ingolstadt 04 | Red Bull Arena, Lipcse Nézőszám: 23 985 Játékvezető: Patrick Ittrich |
| 2014. december 7. 13:30 (CEST) |            | (0 – 1) (Jegyzőkönyv) | Groß 9'          | Red Bull Arena, Lipcse Nézőszám: 23 985 Játékvezető: Patrick Ittrich |

| 2014. december 12. 18:30 (CEST) | SpVgg Greuther Fürth | 0 – 1                 | RB Leipzig    | Stadion am Laubenweg, Fürth Nézőszám: 10 225 Játékvezető: Sascha Stegemann |
| 2014. december 12. 18:30 (CEST) |                      | (0 – 0) (Jegyzőkönyv) | Hoheneder 77' | Stadion am Laubenweg, Fürth Nézőszám: 10 225 Játékvezető: Sascha Stegemann |

| 2014. december 17. 17:30 (CEST) | VfR Aalen | 0 – 0                 | RB Leipzig | Scholz-Arena, Aalen Nézőszám: 5 015 Játékvezető: Markus Wingenbach |
| 2014. december 17. 17:30 (CEST) |           | (0 – 0) (Jegyzőkönyv) | A. Jung    | Scholz-Arena, Aalen Nézőszám: 5 015 Játékvezető: Markus Wingenbach |

| 2014. december 22. 13:30 (CEST) | RB Leipzig     | 1 – 1                 | TSV 1860 München | Red Bull Arena, Lipcse Nézőszám: 27 370 Játékvezető: Daniel Siebert |
| 2014. december 22. 13:30 (CEST) | Y. Poulsen 29' | (1 – 0) (Jegyzőkönyv) | Okotie 86'       | Red Bull Arena, Lipcse Nézőszám: 27 370 Játékvezető: Daniel Siebert |

| 2015. február 6. 18:30 (CEST) | Erzgebirge Aue          | 2 – 0                 | RB Leipzig | Sparkasse-Erzgebirgsstadion, Aue Nézőszám: 13 600 Játékvezető: Benjamin Cortus |
| 2015. február 6. 18:30 (CEST) | Alibaz 45' Schröder 59' | (1 – 0) (Jegyzőkönyv) |            | Sparkasse-Erzgebirgsstadion, Aue Nézőszám: 13 600 Játékvezető: Benjamin Cortus |

| 2015. február 15. 13:30 (CEST) | RB Leipzig | 0 – 1                 | FSV Frankfurt | Red Bull Arena, Lipcse Nézőszám: 18 237 Játékvezető: Norbert Grudzinski |
| 2015. február 15. 13:30 (CEST) |            | (0 – 0) (Jegyzőkönyv) | Roshi 58'     | Red Bull Arena, Lipcse Nézőszám: 18 237 Játékvezető: Norbert Grudzinski |

| 2015. február 23. 20:15 (CEST) | Eintracht Braunschweig | 1 – 1                 | RB Leipzig | Eintracht-Stadion, Braunschweig Nézőszám: 20 650 Játékvezető: Robert Hartmann |
| 2015. február 23. 20:15 (CEST) | Berggreen 45'          | (1 – 0) (Jegyzőkönyv) | Kaiser 84' | Eintracht-Stadion, Braunschweig Nézőszám: 20 650 Játékvezető: Robert Hartmann |

| 2015. március 1. 13:30 (CEST) | RB Leipzig                          | 3 – 2                 | 1. FC Union Berlin      | Red Bull Arena, Lipcse Nézőszám: 24 780 Játékvezető: Peter Gagelmann |
| 2015. március 1. 13:30 (CEST) | Kaiser 11' (3) Kimmich 7' Teigl 13' | (3 – 2) (Jegyzőkönyv) | Skrzybski 8' Polter 29' | Red Bull Arena, Lipcse Nézőszám: 24 780 Játékvezető: Peter Gagelmann |

| 2015. március 9. 20:15 (CEST) | Karlsruher SC         | 0 – 0 | RB Leipzig | Wildparkstadion, Karlsruhe Nézőszám: 17 829 Játékvezető: Benjamin Brand |
| 2015. március 9. 20:15 (CEST) | (0 – 0) (Jegyzőkönyv) |       |            | Wildparkstadion, Karlsruhe Nézőszám: 17 829 Játékvezető: Benjamin Brand |

| 2015. március 16. 20:15 (CEST) | RB Leipzig                           | 3 – 1                 | Fortuna Düsseldorf | Red Bull Arena, Lipcse Nézőszám: 17 087 Játékvezető: René Rohde |
| 2015. március 16. 20:15 (CEST) | Rodnei 7' Kimmich 28' Y. Poulsen 71' | (2 – 0) (Jegyzőkönyv) | Pohjanpalo 59'     | Red Bull Arena, Lipcse Nézőszám: 17 087 Játékvezető: René Rohde |

| 2015. március 22. 13:30 (CEST) | 1. FC Heidenheim  | 1 – 0                 | RB Leipzig | Voith-Arena, Heidenheim Nézőszám: 12 000 Játékvezető: Norbert Grudzinski |
| 2015. március 22. 13:30 (CEST) | Niederlechner 51' | (0 – 0) (Jegyzőkönyv) |            | Voith-Arena, Heidenheim Nézőszám: 12 000 Játékvezető: Norbert Grudzinski |

| 2015. április 5. 13:30 (CEST) | RB Leipzig           | 2 – 1                 | 1. FC Nürnberg  | Red Bull Arena, Lipcse Nézőszám: 30 479 Játékvezető: Sven Jablonski |
| 2015. április 5. 13:30 (CEST) | Reyna 46' Kaiser 76' | (0 – 1) (Jegyzőkönyv) | Burgstaller 29' | Red Bull Arena, Lipcse Nézőszám: 30 479 Játékvezető: Sven Jablonski |

| 2015. április 12. 13:30 (CEST) | VfL Bochum  | 1 – 2                 | RB Leipzig                | Rewirpower-Stadion, Bochum Nézőszám: 18 529 Játékvezető: Michael Weiner |
| 2015. április 12. 13:30 (CEST) | Terodde 62' | (0 – 1) (Jegyzőkönyv) | Y. Poulsen 13' Kaiser 67' | Rewirpower-Stadion, Bochum Nézőszám: 18 529 Játékvezető: Michael Weiner |

| 2015. április 20. 20:15 (CEST) | 1. FC Kaiserslautern | 1 – 1                 | RB Leipzig | Fritz Walter Stadion, Kaiserslautern Nézőszám: 31141 Játékvezető: Robert Hartmann |
| 2015. április 20. 20:15 (CEST) | Y. Poulsen 16'       | (1 – 1) (Jegyzőkönyv) | Zoller 20' | Fritz Walter Stadion, Kaiserslautern Nézőszám: 31141 Játékvezető: Robert Hartmann |

| 2015. április 24. 18:30 (CEST) | RB Leipzig                     | 2 – 1                 | SV Darmstadt | Red Bull Arena, Lipcse Nézőszám: 25 336 Játékvezető: Robert Kampka |
| 2015. április 24. 18:30 (CEST) | Klostermann 79' Coltorti 90+3' | (0 – 0) (Jegyzőkönyv) | Behrens 77'  | Red Bull Arena, Lipcse Nézőszám: 25 336 Játékvezető: Robert Kampka |

| 2015. május 3. 13:30 (CEST) | FC St. Pauli | 1 – 0                 | RB Leipzig | Millerntor-Stadion, St. Pauli Nézőszám: 23 584 Játékvezető: Benjamin Brand |
| 2015. május 3. 13:30 (CEST) | Thy 45'      | (0 – 0) (Jegyzőkönyv) |            | Millerntor-Stadion, St. Pauli Nézőszám: 23 584 Játékvezető: Benjamin Brand |

| 2015. május 8. 18:30 (CEST) | RB Leipzig | 0 – 4                 | SV Sandhausen                     | Red Bull Arena, Lipcse Nézőszám: 18 904 Játékvezető: Benjamin Cortus |
| 2015. május 8. 18:30 (CEST) |            | (0 – 1) (Jegyzőkönyv) | Thiede 36' Bouhaddouz 54' 59' 74' | Red Bull Arena, Lipcse Nézőszám: 18 904 Játékvezető: Benjamin Cortus |

| 2015. május 17. 15:30 (CEST) | Ingolstadt 04        | 2 – 1                 | RB Leipzig | Audi Sportpark, Ingolstadt Nézőszám: 15 000 Játékvezető: Michael Weiner |
| 2015. május 17. 15:30 (CEST) | Leckie 45+1' Lex 77' | (1 – 1) (Jegyzőkönyv) | Kaiser 4'  | Audi Sportpark, Ingolstadt Nézőszám: 15 000 Játékvezető: Michael Weiner |

| 2015. május 24. 15:30 (CEST) | RB Leipzig           | 2 – 0                 | SpVgg Greuther Fürth | Red Bull Arena, Lipcse Nézőszám: 27 117 Játékvezető: Dr. Jochen Drees |
| 2015. május 24. 15:30 (CEST) | Frahn 29' Kaiser 45' | (2 – 0) (Jegyzőkönyv) |                      | Red Bull Arena, Lipcse Nézőszám: 27 117 Játékvezető: Dr. Jochen Drees |

### Helyezések fordulónként
| Forduló  | 1  | 2  | 3  | 4 | 5  | 6 | 7  | 8 | 9 | 10 | 11 | 12 | 13 | 14 | 15 | 16 | 17 | 18 | 19 | 20 | 21 | 22 | 23 | 24 | 25 | 26 | 27 | 28 | 29 | 30 | 31 | 32 | 33 | 34 |
| -------- | -- | -- | -- | - | -- | - | -- | - | - | -- | -- | -- | -- | -- | -- | -- | -- | -- | -- | -- | -- | -- | -- | -- | -- | -- | -- | -- | -- | -- | -- | -- | -- | -- |
| Helyszín | O  | I  | O  | I | O  | I | O  | I | O | I  | O  | O  | I  | O  | I  | O  | I  | I  | O  | I  | O  | I  | O  | I  | O  | I  | O  | I  | I  | O  | I  | O  | I  | O  |
| Eredmény | D  | GY | GY | D | GY | V | GY | D | D | V  | GY | D  | V  | GY | D  | V  | GY | D  | D  | V  | V  | D  | GY | D  | GY | V  | GY | GY | D  | GY | V  | V  | V  | GY |
| Helyezés | 11 | 4  | 1  | 3 | 2  | 4 | 2  | 2 | 4 | 5  | 3  | 3  | 7  | 5  | 7  | 8  | 6  | 6  | 7  | 7  | 8  | 8  | 8  | 6  | 5  | 7  | 6  | 6  | 5  | 5  | 6  | 6  | 6  | 5  |

Helyszín: O = Otthon; I = Idegenben. Eredmény: GY = Győzelem; D = Döntetlen; V = Vereség.

### DFB-Pokal
| 2014. augusztus 17. 18:30 |

| RB Leipzig             | 2 – 1 (h. u.)               | SC Paderborn 07 |
| ---------------------- | --------------------------- | --------------- |
| Jung 43' Fandrich 109' | (1–1, 1–1, 2–1) Jegyzőkönyv | Koç 27'         |

| Red Bull Arena, Lipcse Nézőszám: 24 348 Játékvezető: Harm Osmers |

| 2014. augusztus 17. 18:30 |

| RB Leipzig             | 2 – 1 (h. u.)               | SC Paderborn 07 |
| ---------------------- | --------------------------- | --------------- |
| Jung 43' Fandrich 109' | (1–1, 1–1, 2–1) Jegyzőkönyv | Koç 27'         |

| Red Bull Arena, Lipcse Nézőszám: 24 348 Játékvezető: Harm Osmers |

| 2014. október 29. 19:00 |

| RB Leipzig                          | 3 – 1 (h. u.)               | Erzgebirge Aue  |
| ----------------------------------- | --------------------------- | --------------- |
| Y. Poulsen 91' Kaiser 98' Boyd 108' | (1–1, 2–1, 3–1) Jegyzőkönyv | Klostermann 20' |

| Red Bull Arena, Lipcse Nézőszám: 28 419 Játékvezető: Tobias Stieler |

| 2014. október 29. 19:00 |

| RB Leipzig                          | 3 – 1 (h. u.)               | Erzgebirge Aue  |
| ----------------------------------- | --------------------------- | --------------- |
| Y. Poulsen 91' Kaiser 98' Boyd 108' | (1–1, 2–1, 3–1) Jegyzőkönyv | Klostermann 20' |

| Red Bull Arena, Lipcse Nézőszám: 28 419 Játékvezető: Tobias Stieler |

| 2015. március 4. 19:00 |

| RB Leipzig | 0 – 2               | VfL Wolfsburg           |
| ---------- | ------------------- | ----------------------- |
|            | (0 – 1) Jegyzőkönyv | Caligiuri 20' Klose 57' |

| Red Bull Arena, Lipcse Nézőszám: 43 348 Játékvezető: Thorsten Kinhöfer |

| 2015. március 4. 19:00 |

| RB Leipzig | 0 – 2               | VfL Wolfsburg           |
| ---------- | ------------------- | ----------------------- |
|            | (0 – 1) Jegyzőkönyv | Caligiuri 20' Klose 57' |

| Red Bull Arena, Lipcse Nézőszám: 43 348 Játékvezető: Thorsten Kinhöfer |

## Statisztika
Csak a bajnoki mérkőzések statisztikái alapján:
| #  | N.          | P. | Név               | Kezdő | Egyéb kezdőjátékosok                                             |
| -- | ----------- | -- | ----------------- | ----- | ---------------------------------------------------------------- |
| 1  | Svájc       | K  | Fabio Coltorti    | 21    | Benjamin Bellot: 13 Thomas Dähne: 0                              |
| 3  | Németország | V  | Anthony Jung      | 32    | Lukas Klostermann: 13 Mikko Sumusalo: 0                          |
| 33 | Németország | V  | Marvin Compper    | 27    | Niklas Hoheneder: 10                                             |
| 8  | Ausztria    | V  | Tim Sebastian     | 27    | Fabian Franke: 0 Sebastian Heidinger: 15                         |
| 39 | Németország | V  | Georg Teigl       | 30    | Rodnei: 6 Tobias Willers: 0                                      |
| 24 | Németország | KP | Dominik Kaiser    | 37    | Kalmár Zsolt: 17 Ante Rebić: 10 Tom Nattermann: 0                |
| 31 | Németország | KP | Diego Demme       | 30    | Henrik Ernst: 5                                                  |
| 17 | Németország | KP | Joshua Kimmich    | 27    | Rani Khedira: 22 Patrick Strauß: 0                               |
| 25 | Németország | KP | Stefan Hierländer | 21    | Emil Forsberg: 14 Clemens Fandrich: 8 Smail Prevljak: 0          |
| 9  | Dánia       | CS | Yussuf Poulsen    | 36    | Matthias Morys: 13 Yordy Reyna: 13 Ómer Dámárí: 10               |
| 11 | Németország | CS | Daniel Frahn      | 34    | Terrence Boyd: 7 Denis Thomalla: 3 Federico Palacios Martínez: 2 |

### Házi góllövőlista
Utolsó frissítés: 2015. június 3.

#### Bundesliga 2
11 gólos
- Yussuf Poulsen

8 gólos
- Dominik Kaiser

4 gólos
- Daniel Frahn

3 gólos
- Georg Teigl

2 gólos
- Joshua Kimmich
- Terrence Boyd

1 gólos
- Niklas Hoheneder
- Fabio Coltorti
- Lukas Klostermann
- Matthias Morys
- Yordy Reyna
- Rodnei
- Denis Thomalla

### Német kupa
1 gólos
- Dominik Kaiser
- Anthony Jung
- Yussuf Poulsen
- Clemens Fandrich
- Terrence Boyd

### Barátságos mérkőzés
8 gólos
- Daniel Frahn
- Yussuf Poulsen

6 gólos
- Smail Prevljak

4 gólos
- Matthias Morys

3 gólos
- Denis Thomalla
- Federico Palacios Martínez
- Patrick Strauß

2 gólos
- Stefan Hierländer
- Dominik Kaiser
- Terrence Boyd
- Emil Forsberg

1 gólos
- Georg Teigl
- Niklas Hoheneder
- André Luge
- Alexander Siebeck
- Diego Demme
- Tom Nattermann
- Tim Sebastian
- Kalmár Zsolt
- Yordy Reyna